# 玩具デザイナー
玩具デザイナー（がんぐデザイナー）とは、玩具・おもちゃ（ある種の菓子のおまけ（食玩）を含む）のデザインをするデザイナーのこと。おもちゃデザイナー、トイデザイナー、おまけデザイナー、などとも呼ばれる。

## 概要
通常は、玩具メーカーまたはその周辺企業の社内デザイナーであるため、デザイナー個人の名前が知られている場合は少なかったが、昨今のマニア向けのマーケットの確立や、子供向け以外の商品プロパティの拡大により、プロダクトデザインの中でも徐々に注目されるようになった。玩具メーカーの中にデザインを専門に行うスタッフがいる場合が多いが、外部に玩具デザインを専門に行う企業も多数存在する。また、菓子メーカーでも社内におまけのデザインなどを行うスタッフを置く場合もあり、著名なデザイナーとしては、グリコのおまけのおもちゃで有名な洋画家、宮本順三らがいる。
ノベルティグッズ（またはプレミアムグッズと言う）は、景品法、独禁法、公正競争規約などによって規制されている。したがって、これらの規約に沿って企画デザインされる。